# ラネル酸
ラネル酸（ラネルさん、英: Ranelic acid）は有機酸の一種で、2-チオフェンカルボン酸にカルボキシメチル基、シアノ基、イミノ二酢酸基が結合したコンプレクサンの一種である。
金属の陽イオンとキレートを構成することができる。ラネル酸イオンC12H6N2O8S4-とストロンチウムとを結合させたラネル酸ストロンチウムは骨密度を高める作用があり、骨粗鬆症の治療に用いられる。